# 我的世界：基岩版
《我的世界：基岩版》（香港和台湾旧译，中国大陆旧译），是一款於2011年底发布的《我的世界》平台移植版本，适用于Android、iOS、Windows 10、Windows 11、Xbox One和PlayStation 4等平台。游戏内容與《我的世界》Java版的內容大致相同，玩家可以在一個方块世界裡用各種方塊建造建築物。

## 遊戲内容

Minecraft攜帶演示版遊戲截圖

《我的世界：基岩版》的內容和《我的世界》Java版大致相同，都是一個開放世界遊戲。玩家在遊戲中沒有人既定的目標，因此玩家能自由選擇如何遊玩。玩家在遊戲中需要打破、挖掘或砍伐方塊來取得各種道具包括方塊本身，並透過合成和燒煉方塊或物品來得到新的方塊。玩家也可通過擊敗怪物和敵人獲得戰利品。玩家亦可以放置方塊來建造建築物。此遊戲的合成部分與PC版本不同。在《我的世界》基岩版中，合成是用网格状的图示（0.9.0版本前采用的是选单形式）及按钮進行的。玩家只要攜帶有所需數量的材料，且背包裡還有地方放置合成品就可以進行合成。
此遊戲僅分為五種模式：生存模式、創造模式、冒險模式、旁觀者模式和極限模式(極限模式在1.20更新）。在生存模式中，玩家擁有一定的生命值，且物品數量是有限的。玩家需要利用遊戲地圖的方塊和物品製作工具、鎧甲、食物及建築物，並撃退敵人以生存下去。當玩家遭受攻擊、窒息、從高處掉下及接触到火焰等等，玩家的生命值就會扣減。當玩家的生命值扣減至零時，除非有指令更改世界規則，否則背包裡的東西會掉出來，並會在重生點重生。在創造模式中，玩家並沒有生命值，且物品數量是無限的。玩家能夠利用任何方塊在地圖上建造或破壞。在冒險模式，跟生存模式一樣，但無法放置和破壞方塊，除非拿著的工具有規定可放置在某方塊上或可挖掘某方塊。在旁觀者模式，玩家可以透過飛行的方式穿過方塊，自由地穿梭和觀察世界，但是無法與世界互動。

## 歷史
遊戲最初只為Sony Ericsson Xperia Play專有，同時於也在2011年8月16日發布一個免費的試玩版，但是不能儲存遊戲進度；在2011年10月7日，攜帶版向Android開放；而iOS版本的攜帶版在2011年11月17日上市。Amazon Fire TV版、Windows Phone版（已停止更新）和Windows 10版陸續在2014年4月2日、2014年12月10日和2015年7月29日上市。
《我的世界：基岩版》於2011年年底發行，是《我的世界》首個攜帶版遊戲，也是遊戲的第二個作品。此遊戲也是前作。儘管此遊戲集中在創造性的建設和原始生存方面的遊戲，與《我的世界》相同，但不包含Java版的全部功能。
延斯·伯格斯滕（Jens Bergensten）在他的Twitter帳戶上指出，《我的世界：基岩版》是用C++撰寫的而不是Java編寫的，因為iOS不能夠支持Java。但仍會定期逐步發布更新，直到貼近Java版。最終的期望是能與Java版同步，以進行多人遊戲。
Mojang在2017年1月19日宣布停止對Windows Phone 8.1的任何技術支援及更新，原因是這個手機作業系統的官方已經停止技術更新且不符合利益，才停止对该系统的《我的世界》的更新，而Windows 10 Mobile仍繼續提供更新。但是，Windows Phone 8.1和Windows 10 Mobile 的用戶還是可以通过非法apk下載到其他版本的Minecraft。
2017年7月31日，游戏取消了副标题“携带版”。携带版所使用的基岩引擎移植到非手机平台，包括Windows 10、Xbox One、Gear VR、Apple TV、Fire TV，以及后来的任天堂Switch。使用基岩引擎的各版本合称“基岩版”。

## 版本
截至2025年8月：
- 正式版：1.21.100.6
- Beta：1.21.110.23
- Preview：1.21.110.23

## 評價
| 汇总媒体     | 得分   |
| ------------ | ------ |
| GameRankings | 56.00% |
| Metacritic   | 53/100 |

| 媒体 | 得分   |
| ---- | ------ |
| IGN  | 5.0/10 |

《我的世界：基岩版》獲得的評價較《我的世界》Java版本差。GameRankings得出此遊戲的分數為56.00%，比Java版本的分數92.79%相差很大。Metacritic得出此遊戲的分數為53/100，比Java版本的分數93/100分低。
IGN给此遊戲的评分是5/10分，指出此遊戲令人有点失望，並批評Mojang刪除了很多Java版本有的有趣特點。PCMAG則給予此遊戲4/5分，稱讚其遊戲模式、畫質和多人模式，但就批評其控制系統和遊戲特點不夠Java版本多。N4G給予此遊戲7/10分，並稱讚Mojang修改了很多缺陷。Slide to Play給予此遊戲3/4分，稱讚其遊戲模式、操控和多人模式，但就批評遊戲限制了世界的規模，以及高昂的價格。Graphite則給予此遊戲4/5分，並指出此遊戲與Java版本幾乎一樣好。
Android版在Google Play內的評分為4.5顆星，並突破1000萬次下載。

### 銷量
於2013年1月31日，《我的世界：基岩版》下載量突破了五百萬次。销量於2013年5月2日超越1000萬次，而Java版本的銷量僅僅在1個月前才突破1000萬套。2015年1月12日，Mojang官方博客宣布携带版的销量已达三千万次。相比之下，此时的Java版销量大约在2000万套，Xbox版销量大约在1200万套。成功突破了Java版和Xbox版的销量。